# Ammià
|  | Per a altres significats, vegeu «Ammià Marcel·lí». |

Ammià (en llatí Ammianus, en grec Ἀμμιανός) va ser un escriptor epigramatista d'Esmirna del segle ii. A l'Antologia grega i ha 27 epigrames d'Ammià i se'n coneixen un parell més.